# 머피 리
머피 리 (Murphy Lee, 본명: Torhi Harper, 1978년 12월 18일 ~ )는 미국의 랩퍼이다. 2003년 넬리와 디디와의 합작 "Shake Ya Tailfeather"로 빌보드 핫 100 1위를 한 적이 있다.